# Sale el sol
Sale el Sol és el tercer àlbum bilingüe i el setè àlbum d'estudi de la cantant de pop llatí colombiana Shakira. La portada de l'àlbum es va descobrir el 31 d'agost de 2010. En alguns països l'àlbum es titula The Sun Comes Out. Ha venut més de 5,5 milions de còpies a tot el món segons el lloc purecharts.

## Gravació i producció
L'àlbum té "un costat rock" amb cançons "romàntiques" i "llatines". Shakira va revelar a MTV que aquest disc serà "molt personal" i tractarà temes de dol. El raper i productor anglès Dizzee Rascal és un dels principals col·laboradors d'aquest àlbum, fent duet amb la cantant al senzill principal Loca. Sobre aquesta col·laboració, va dir que era una prova de la seva voluntat d'experimentar i el va fer convertir en un home diferent. Altres col·laboradors com els rapers Calle 13 i Pitbull van participar en el desenvolupament d'aquest disc. A més d'haver descrit aquest àlbum com "el millor de la seva carrera", Shakira va revelar «Estic molt emocionat amb aquest nou disc perquè em recorda diferents moments de la meva carrera».

## Gira Mundial
Shakira va començar la gira mundial The Sun Comes Out el 15 de setembre de 2010 a Mont-real, Canadà. Interpreta temes dels seus últims discs, She Wolf i Sale el Sol, així com dels seus èxits anteriors.

## Llista de títols
Sale el Sol
1. Sale el sol
2. Loca
3. El Cata
4. Antes de las seis
5. Gordita
6. Addicted to You
7. Lo que más
8. Mariposas
9. Rabiosa
10. Devoción
11. Islands
12. Tu boca
13. Waka Waka (This Time for Africa)
14. Loca
15. Rabiosa
16. Waka Waka (Esto es África)